# Thế vận hội Mùa hè 1960
Thế vận hội Mùa hè 1960 (tiếng Ý: Giochi Olimpici estivi del 1960), tên chính thức là Thế vận hội lần thứ XVII (tiếng Ý: Giochi della XVII Olimpiade), thường được gọi là Rome 1960 (tiếng Ý: Roma 1960), là một sự kiện thể thao đa môn quốc tế được tổ chức từ ngày 25 tháng 8 đến ngày 11 tháng 9 năm 1960 tại Rome, Ý. Trước đó, Rome từng được trao quyền đăng cai Thế vận hội Mùa hè 1908. Tuy nhiên, sau vụ phun trào núi lửa Vesuvius vào năm 1906, thành phố buộc phải từ chối và chuyển vinh dự đó cho Luân Đôn. Liên Xô là quốc gia giành được nhiều huy chương vàng và huy chương tổng cộng nhất tại Thế vận hội 1960.
Kỳ Paralympic đầu tiên cũng được tổ chức tại Rome cùng thời điểm với Thế vận hội Mùa hè 1960, đánh dấu lần đầu tiên hai sự kiện này diễn ra song song.

## Giành quyền đăng cai
Ngày 15 tháng 6 năm 1955 cuộc họp lần thứ 50 của IOC tại Paris, Pháp, Roma đánh bại Lausanne, Detroit, Budapest, Brussels, Thành phố México và Tōkyō giành quyền đăng cai Thế vận hội Mùa hè.
| Thành phố   | Quốc gia | Vòng 1 | Vòng 2 | Vòng 3 |
| Roma        | Ý        | 15     | 26     | 35     |
| Lausanne    | Thụy Sĩ  | 14     | 21     | 24     |
| Detroit     | Hoa Kỳ   | 6      | 11     | -      |
| Budapest    | Hungary  | 8      | 1      | -      |
| Brussels    | Bỉ       | 6      | -      | -      |
| Mexico City | Mexico   | 6      | -      | -      |
| Tokyo       | Nhật Bản | 4      | -      | -      |

## Các môn thể thao
Thế vận hội Mùa hè 1960 bao gồm 17 môn thể thao khác nhau với tổng cộng 23 phân môn, và huy chương đã được trao ở 150 nội dung thi đấu. Trong danh sách dưới đây, số lượng nội dung thi đấu của mỗi phân môn được ghi trong ngoặc đơn.
- Thể thao dưới nước
  -  Nhảy cầu (4)

- -  Bơi lội (15)

- -  Bóng nước (1)

- Điền kinh (34)

- Bóng rổ (1)

- Quyền Anh (10)

- Canoeing (7)

- Xe đạp

- - Đường trường (2)
  - Đua lòng chảo (4)
- Đua ngựa

- - Dressage (1)
  - Eventing (2)
  - Nhảy ngựa (2)
- Đấu kiếm (8)

- Khúc côn cầu trên cỏ (1)

- Bóng đá (1)

- Thể dục dụng cụ (14)

- Năm môn phối hợp hiện đại (2)

- Chèo thuyền (7)

- Thuyền buồm (5)

- Bắn súng (6)

- Cử tạ (7)

- Vật

- - Tự do (8)
  - Greco-Roman (8)

## Các quốc gia tham dự
A total of 83 nations participated at the Rome Games. Athletes from Morocco, San Marino, Sudan, and Tunisia competed at the Olympic Games for the first time. Athletes from Barbados, Jamaica and Trinidad and Tobago would represent the new (British) West Indies Federation, competing as "Antilles", but this nation would only exist for this single Olympiad. Athletes from Northern Rhodesia and Southern Rhodesia competed under the Rhodesia name while representing the Federation of Rhodesia and Nyasaland. Athletes from East Germany and West Germany would compete as the United Team of Germany from 1956 to 1964. Athletes from the People's Republic of China last competed at the 1952 Summer Games but had since withdrawn from the Olympic movement due to a dispute with the Republic of China over the right to represent China. The number in parentheses indicates the number of participants that each country contributed.
Tổng cộng có 83 quốc gia tham gia Thế vận hội Rome. Vận động viên đến từ Maroc, San Marino, Sudan và Tunisia lần đầu tiên góp mặt tại Thế vận hội. Các vận động viên đến từ Barbados, Jamaica và Trinidad và Tobago đại diện cho Liên bang Tây Ấn (thuộc Anh), thi đấu dưới tên gọi "Antilles", nhưng quốc gia này chỉ tồn tại trong kỳ Thế vận hội duy nhất này. Vận động viên từ Bắc Rhodesia và Nam Rhodesia thi đấu dưới tên "Rhodesia", đại diện cho Liên bang Rhodesia và Nyasaland. Vận động viên từ Đông Đức và Tây Đức thi đấu dưới tên Đội tuyển Thống nhất Đức từ năm 1956 đến 1964. Vận động viên từ Cộng hòa Nhân dân Trung Hoa lần cuối cùng tham gia Thế vận hội vào năm 1952, nhưng sau đó đã rút khỏi phong trào Olympic do tranh chấp với Trung Hoa Dân quốc về quyền đại diện cho Trung Quốc. 
(Con số trong ngoặc đơn cho biết số vận động viên mà mỗi quốc gia đóng góp).
| \| - Afghanistan (12) - Tây Ấn thuộc Anh (13) - Argentina (91) - Úc (189) - Áo (103) - Bahamas (13) - Bỉ (101) - Bermuda (9) - Brasil (72) - Bulgaria (98) - Miến Điện (10) - Canada (85) - Ceylon (5) - Chile (9) - Colombia (16) - Cuba (12) - Tiệp Khắc (116) - Đan Mạch (100) - Ethiopia (10) - Fiji (2) - Phần Lan (117) - Pháp (238) - Đức (293) - Ghana (13) - Anh Quốc (253) - Hy Lạp (48) - Guyana (5) - Haiti (1) \| \| - Hồng Kông (4) - Hungary (184) - Iceland (9) - Ấn Độ (45) - Indonesia (22) - Iran (23) - Iraq (21) - Ireland (49) - Israel (23) - Ý (280) (chủ nhà) - Nhật Bản (162) - Kenya (27) - Hàn Quốc (35) - Liban (19) - Liberia (4) - Liechtenstein (5) - Luxembourg (52) - Mã Lai (9) - Malta (10) - México (69) - Monaco (11) - Maroc (47) - Hà Lan (110) - Antille thuộc Hà Lan (5) - New Zealand (37) - Nigeria (12) - Na Uy (40) - Pakistan (44) \| \| - Panama (6) - Perú (31) - Philippines (40) - Ba Lan (185) - Bồ Đào Nha (65) - Puerto Rico (27) - Formosa (27) - Rhodesia (14) - România (98) - San Marino (9) - Singapore (5) - Nam Phi (55) - Liên Xô (283) - Tây Ban Nha (144) - Sudan (10) - Thụy Điển (134) - Thụy Sĩ (149) - Thái Lan (20) - Tunisia (42) - Thổ Nhĩ Kỳ (49) - Uganda (10) - Cộng hòa Ả Rập Thống nhất (74) - Hoa Kỳ (292) - Uruguay (34) - Venezuela (36) - Việt Nam (3) - Nam Tư (116) \| |  | |  | |
| - Afghanistan (12) - Tây Ấn thuộc Anh (13) - Argentina (91) - Úc (189) - Áo (103) - Bahamas (13) - Bỉ (101) - Bermuda (9) - Brasil (72) - Bulgaria (98) - Miến Điện (10) - Canada (85) - Ceylon (5) - Chile (9) - Colombia (16) - Cuba (12) - Tiệp Khắc (116) - Đan Mạch (100) - Ethiopia (10) - Fiji (2) - Phần Lan (117) - Pháp (238) - Đức (293) - Ghana (13) - Anh Quốc (253) - Hy Lạp (48) - Guyana (5) - Haiti (1) |  | - Hồng Kông (4) - Hungary (184) - Iceland (9) - Ấn Độ (45) - Indonesia (22) - Iran (23) - Iraq (21) - Ireland (49) - Israel (23) - Ý (280) (chủ nhà) - Nhật Bản (162) - Kenya (27) - Hàn Quốc (35) - Liban (19) - Liberia (4) - Liechtenstein (5) - Luxembourg (52) - Mã Lai (9) - Malta (10) - México (69) - Monaco (11) - Maroc (47) - Hà Lan (110) - Antille thuộc Hà Lan (5) - New Zealand (37) - Nigeria (12) - Na Uy (40) - Pakistan (44) |  | - Panama (6) - Perú (31) - Philippines (40) - Ba Lan (185) - Bồ Đào Nha (65) - Puerto Rico (27) - Formosa (27) - Rhodesia (14) - România (98) - San Marino (9) - Singapore (5) - Nam Phi (55) - Liên Xô (283) - Tây Ban Nha (144) - Sudan (10) - Thụy Điển (134) - Thụy Sĩ (149) - Thái Lan (20) - Tunisia (42) - Thổ Nhĩ Kỳ (49) - Uganda (10) - Cộng hòa Ả Rập Thống nhất (74) - Hoa Kỳ (292) - Uruguay (34) - Venezuela (36) - Việt Nam (3) - Nam Tư (116) |

## Bảng tổng sắp huy chương
Dưới đây là mười quốc gia đứng đầu về số huy chương giành được tại Thế vận hội năm 1960:
| Hạng                | Đoàn                         | Vàng | Bạc | Đồng | Tổng số |
| ------------------- | ---------------------------- | ---- | --- | ---- | ------- |
| 1                   | Liên Xô                      | 43   | 29  | 31   | 103     |
| 2                   | Hoa Kỳ                       | 34   | 21  | 16   | 71      |
| 3                   | Ý                            | 13   | 10  | 13   | 36      |
| 4                   | Đoàn thể thao Đức thống nhất | 12   | 19  | 11   | 42      |
| 5                   | Úc                           | 8    | 8   | 6    | 22      |
| 6                   | Thổ Nhĩ Kỳ                   | 7    | 2   | 0    | 9       |
| 7                   | Hungary                      | 6    | 8   | 7    | 21      |
| 8                   | Nhật Bản                     | 4    | 7   | 7    | 18      |
| 9                   | Ba Lan                       | 4    | 6   | 11   | 21      |
| 10                  | Tiệp Khắc                    | 3    | 2   | 3    | 8       |
| Tổng số (10 đơn vị) | Tổng số (10 đơn vị)          | 134  | 112 | 105  | 351     |